# Teatro de Mileto
El Teatro de Mileto fue un antiguo teatro griego situado en Mileto, en Asia Menor, en la actual Turquía. En la actualidad, las ruinas del teatro son uno de los yacimientos más notables y mejor conservados de la zona arqueológica de Mileto.

## Historia
Se construyó en varias fases durante el período helenístico, en torno al 300-133 a. C..Se utilizaba no sólo para representaciones teatrales, sino también como lugar de reunión de la ekklesía, o eclesiasterio, y posiblemente también como lugar de reunión de la boulé, (consejo ciudadano), antes de que se completara el Buleuterio.

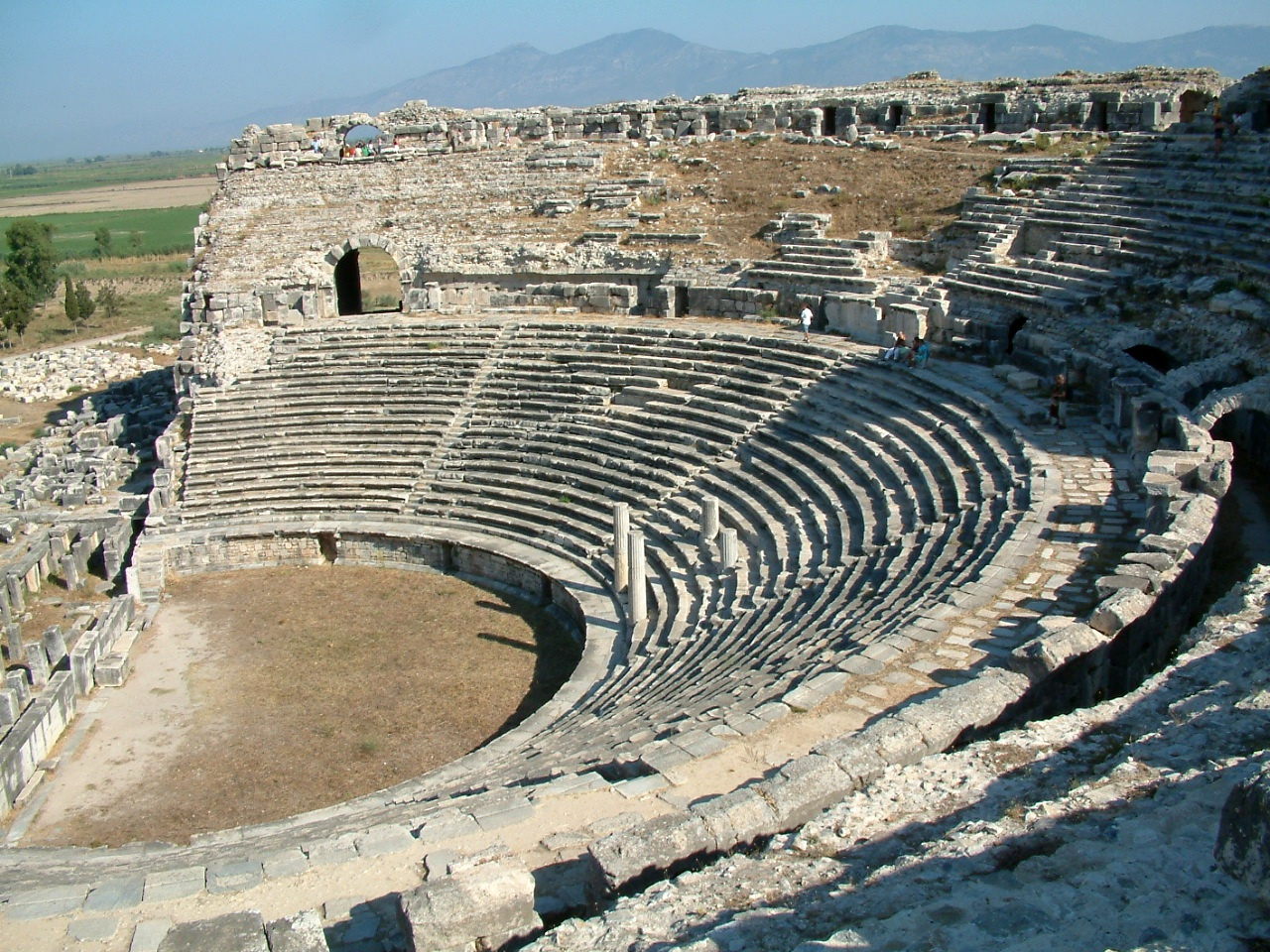
Restos del teatro.

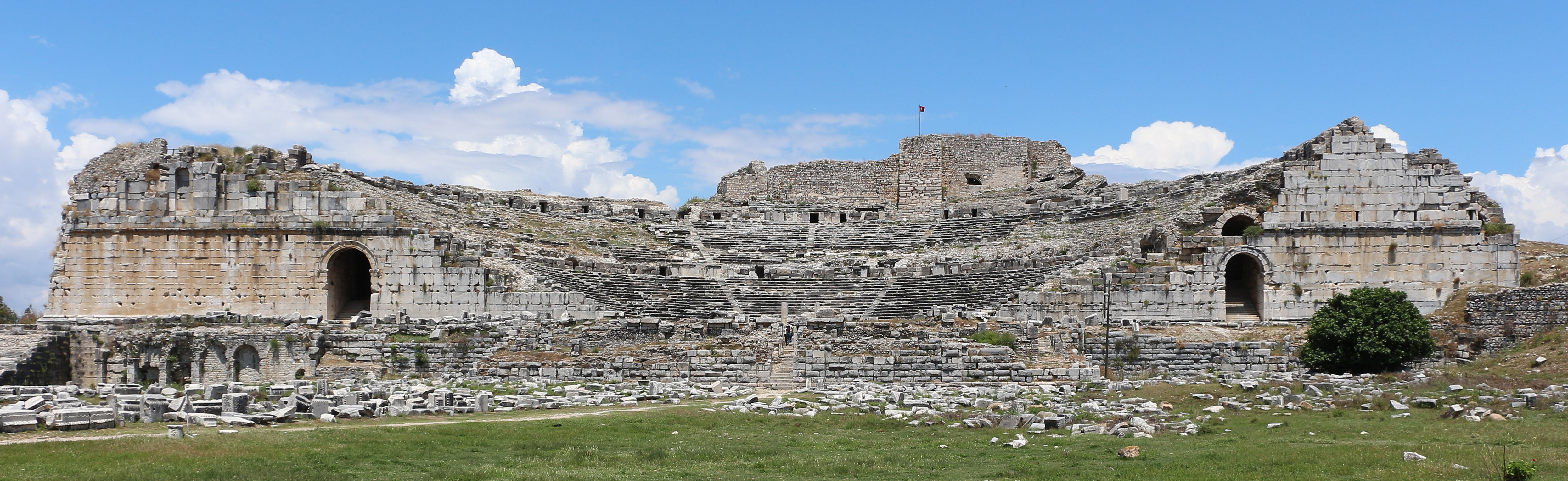
Ruinas del teatro de Mileto de frente.

En total, se distinguen cuatro fases diferentes de la fase helenística del edificio entre el auditorio y el edificio escénico. Las fases de construcción se han datado, entre otras cosas, comparando detalles del teatro con otros teatros griegos de Asia Menor, como el Teatro de Priene. La fase 1 data de alrededor del año 300 a. C. Es posible que entonces existiera un episquenio y se supone que también un proscenio, aunque no se conservan restos de él. Fase 2 data de poco después, en torno al 300-250 a. C.. El edificio de la skené fue ampliado, con cuatro puertas en la planta baja y tres puertas en el piso superior. El proscenio era más ancho que la skené y se cree que tenía 16 columnas. 
La fase 3 data de la primera mitad del 100 a. C. La skené volvió a modificarse sustancialmente con la adición de nuevas puertas, incluida una puerta central en el piso inferior, y alas laterales. Se cree que los cambios estaban relacionados con los requisitos de la Comedia nueva, en la que las representaciones se trasladaban de la orchestra al nivel superior, delante de la escena, y el segundo piso de la escena se convertía en la pared trasera de las obras, lo que requería puertas para la entrada y salida de los actores. El proscenio pudo ensancharse. La fase 4 data de alrededor del año 133 a. C. La skené fue modificada para añadir un logeion, o proscenio, que servía de escenario. También se ensanchó de nuevo el edificio y se tapiaron las puertas redundantes de la planta baja, a excepción de la puerta central.
Durante el período romano, el teatro se renovó de nuevo. Se modificó el auditorio, de modo que apenas quedan restos de la fase helenística, y se decoró el edificio escénico. Además, se añadieron escaleras de piedra que conducían al logeion, entre otras cosas. Las ruinas que quedan reflejan la forma de época romana del teatro. En la actualidad, los restos del teatro son las ruinas más notables de la por lo demás mal conservada Mileto, junto con las Termas de Faustina.
En la época bizantina, se construyó una fortaleza en la colina del Teatro. Sus piedras se utilizaron para construir fortificaciones.

## Descripción

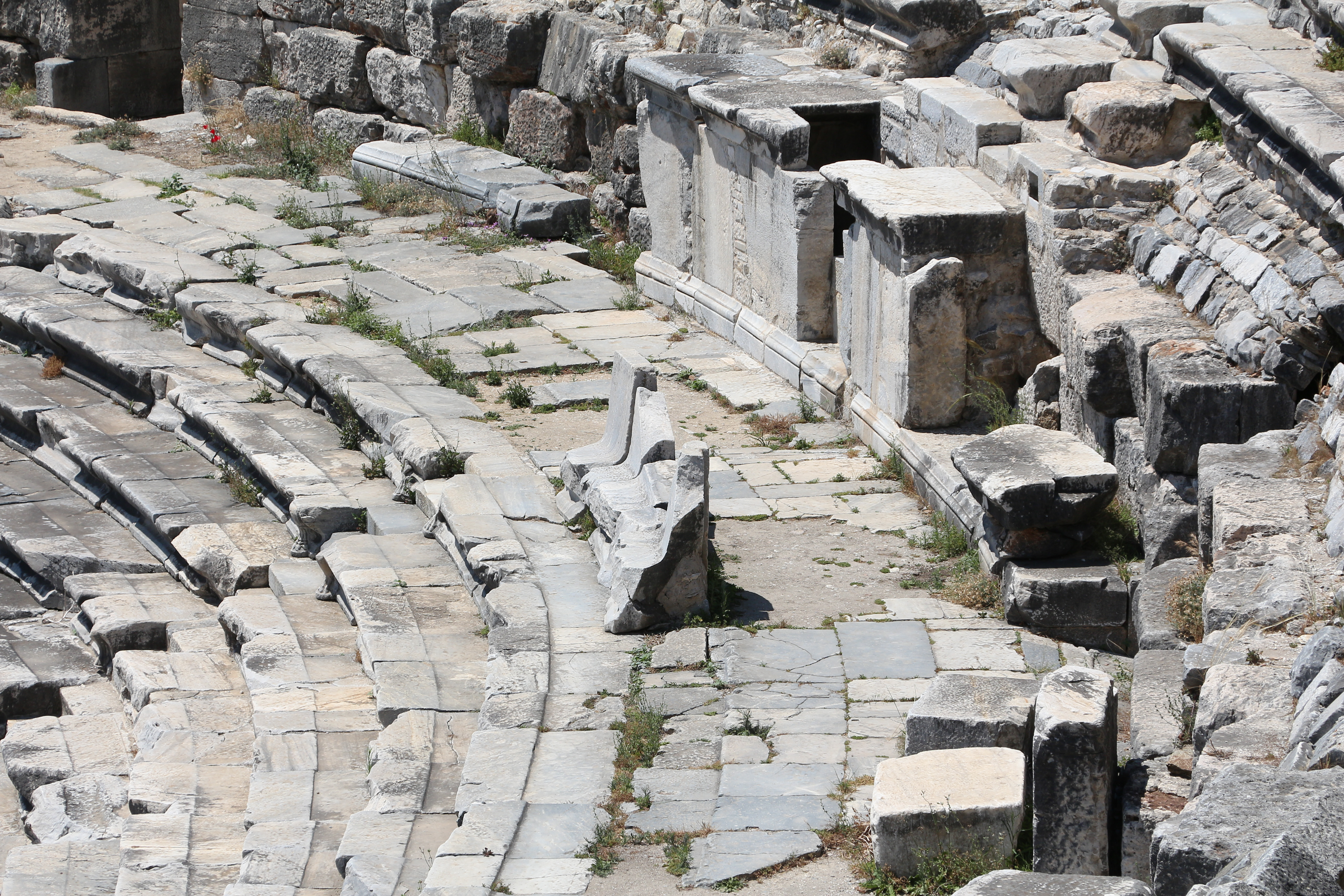
Detalle del auditorio del teatro.

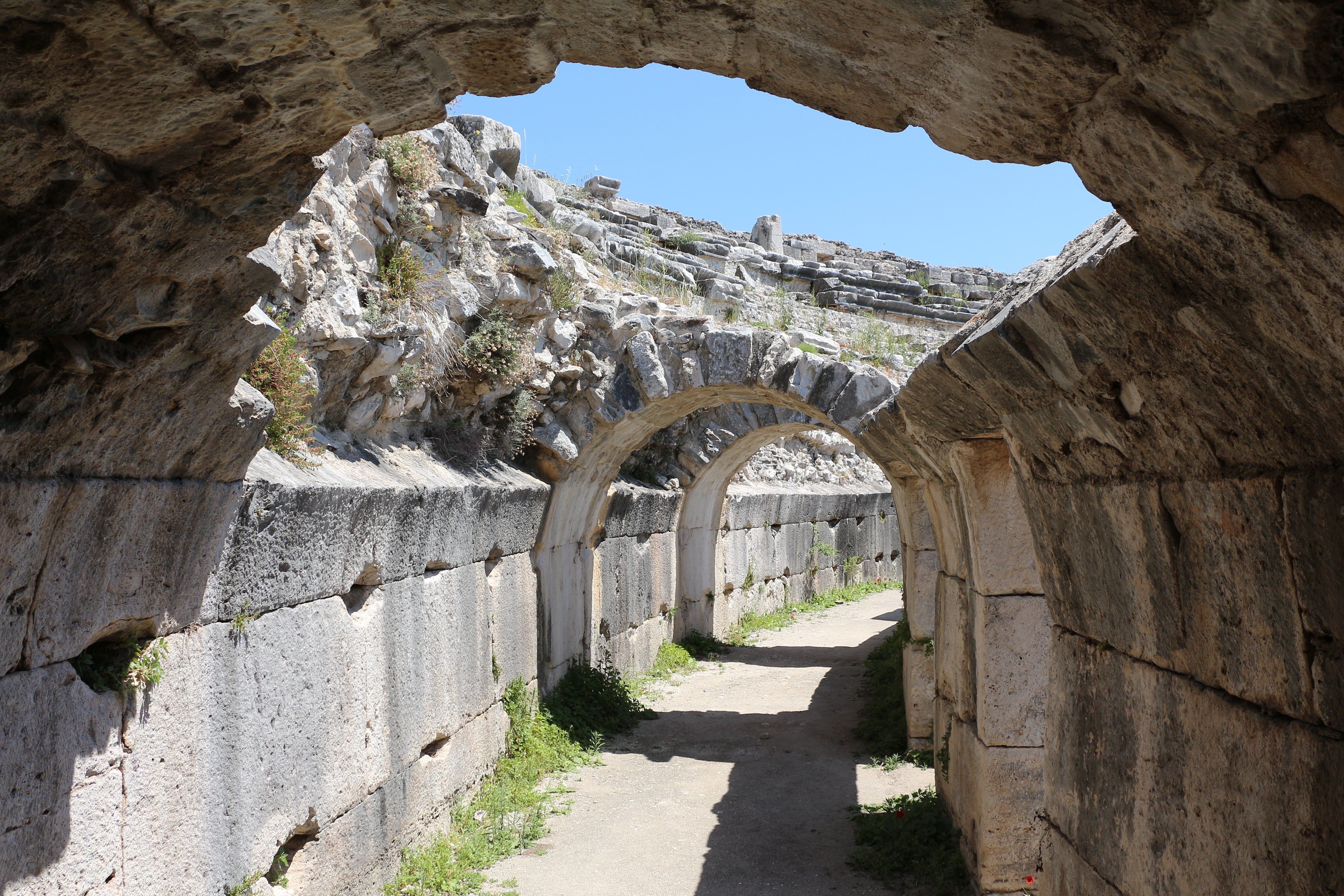
Restos del teatro.

Se construyó en la ladera sur de la colina que lleva su nombre, entre el Puerto del León y el Puerto del Teatro. Dada la historia por fases del edificio, a continuación se muestra la forma del edificio en su fase principalmente final, romana, cuyas ruinas aún se conservan.
El teatro era un típico edificio semicircular, originalmente con una orchestra circular en el centro. El auditorio tenía 60 filas de asientos. Estaba dividido por dos pasillos transversales (diazomata) en tres secciones, cada una con 20 filas de asientos. La parte inferior estaba dividida por cuatro escaleras verticales en cinco sectores (kerkides), la parte central por nueve escaleras en diez sectores y la parte superior por 19 escaleras en 20 sectores. De frente, el teatro tenía unos 140 metros de ancho. En su máximo esplendor, el auditorio podía albergar a unas 15000 personas. Esto lo convierte en uno de los más grandes de Asia Menor.
La anchura de la skené en la fase 1 era de unos 15,7 m, la profundidad de unos 7,3 m y la altura de unos 6,2 m. En la fase 2 su anchura era de unos 28,2 m, en la fase 3 de unos 31,5 my en la fase 4 de unos 39,9 m. Las semicolumnas del proscenio eran de orden dórico. De las fases helenísticas de la skené se han conservado partes de las tallas que representan escudos macedonios y otras armas y escenas de cacerías.
En época romana, la escena tenía tres niveles. En el centro de la parte más baja se construyó la llamada galería imperial, sostenida por cuatro columnas desde el techo.